# Armin von Büren
Armin von Büren (Zürich, 20 april 1928) is een voormalig Zwitsers baanwielrenner.

## Biografie
Von Büren was professioneel wielrenner van 1948 tot 1962. Hij was vooral succesvol als zesdaagse wielrenner. 
Hij heeft in totaal 13 zesdaagse overwinningen op zijn naam staan en neemt hiermee een bescheiden plaats (52e) in op de lijst van meeste overwinningen. Van deze 13 overwinningen heeft hij er 7 samen met zijn landgenoot Hugo Koblet behaald. 
Ook was von Büren succesvol in andere disciplines van de baansport. Zo werd hij in 1957 en 1959 Kampioen van Zwitserland op de sprint. In 1953 en 1954 won hij het Europees Criterium Ploegkoers, beide keren met Hugo Koblet als koppelgenoot en in 1957 won hij het Europees Criterium Omnium. Verder vestigde hij op 16 december 1956 in het Hallenstadion te Zürich een nieuw wereldrecord over 1 km met vliegende start en bracht dit op een tijd van 1' 01" 60"'. 
Hij is verder actief geweest als op de weg, maar dan vooral in eigen land. Zijn belangrijkste zeges behaalde hij in de wegwedstrijd Tour du Lac Léman die hij zowel in 1951 als ook in 1953 wist te winnen. 
Door een zware val tijdens de zesdaagse van Zürich in 1960 kwam Armin von Büren nooit meer tot de prestaties die hij hiervóór behaalde en in 1962 moest hij zijn loopbaan dan ook vroegtijdig beëindigen.

## Overzicht Zesdaagse overwinningen
| Nr. | Jaar   | Zesdaagse van | Samen met      |
| --- | ------ | ------------- | -------------- |
| 1.  | 1950-2 | Hannover      | Hugo Koblet    |
| 2.  | 1952   | Gent          | Walter Bucher  |
| 3.  | 1952   | Kiel          | Jean Roth      |
| 4.  | 1952-2 | Dortmund      | Hugo Koblet    |
| 5.  | 1952   | Frankfurt     | Hugo Koblet    |
| 6.  | 1953   | Frankfurt     | Hugo Koblet    |
| 7.  | 1953   | Brussel       | Hugo Koblet    |
| 8.  | 1954   | Zürich        | Hugo Koblet    |
| 9.  | 1955   | Dortmund      | Hugo Koblet    |
| 10. | 1957   | Zürich        | Gerrit Schulte |
| 11. | 1957   | Münster       | Jean Roth      |
| 12. | 1961   | New York      | Oskar Plattner |
| 13. | 1961   | Madrid        | Oskar Plattner |